# Carnide (Lisboa)
Carnide és una freguesia portuguesa del municipi de Lisboa, que pertany a la Zona Nord de la capital, amb 3,69 km² d'àrea i 19.218 habitants (al cens del 2011). Densitat de població: 5.208,1 hab/km².

## Població
| Població de Carnide | Població de Carnide | Població de Carnide | Població de Carnide | Població de Carnide | Població de Carnide | Població de Carnide | Població de Carnide | Població de Carnide | Població de Carnide | Població de Carnide | Població de Carnide | Població de Carnide | Població de Carnide | Població de Carnide |
| ------------------- | ------------------- | ------------------- | ------------------- | ------------------- | ------------------- | ------------------- | ------------------- | ------------------- | ------------------- | ------------------- | ------------------- | ------------------- | ------------------- | ------------------- |
| 1864                | 1878                | 1890                | 1900                | 1911                | 1920                | 1930                | 1940                | 1950                | 1960                | 1970                | 1981                | 1991                | 2001                | 2011                |
| 1 278               | 1 179               | 1 737               | 1 813               | 1 740               | 2 550               | 2 482               | 3 211               | 3 351               | 4 263               | 8 736               | 13 370              | 14 768              | 18 989              | 23 316              |

## Història
Al segle I, hi havia, al territori que hui forma la freguesia de Carnide, explotacions agrícoles que garantien el proveïment de la població. Al segle IV es registra el primer augment de població, per la construcció d'una nova església, d'un convent i d'un hospital (l'Hospital da Luz, actualment Col·legi Militar). La freguesia es formaria el 1279. La fama d'haver-hi bon clima, dugué a Carnide alguns nobles, que dinamitzaren l'economia local. Aquesta tendència es perllongà fins al s. XVI, en què Carnide es va fer llogaret, entre l'església de Nossa Senhora da Luz i l'església de Sâo Lourenço. La freguesia, al s. XVIII, era constituïda fonamentalment per dos nuclis: Carnide i Luz.

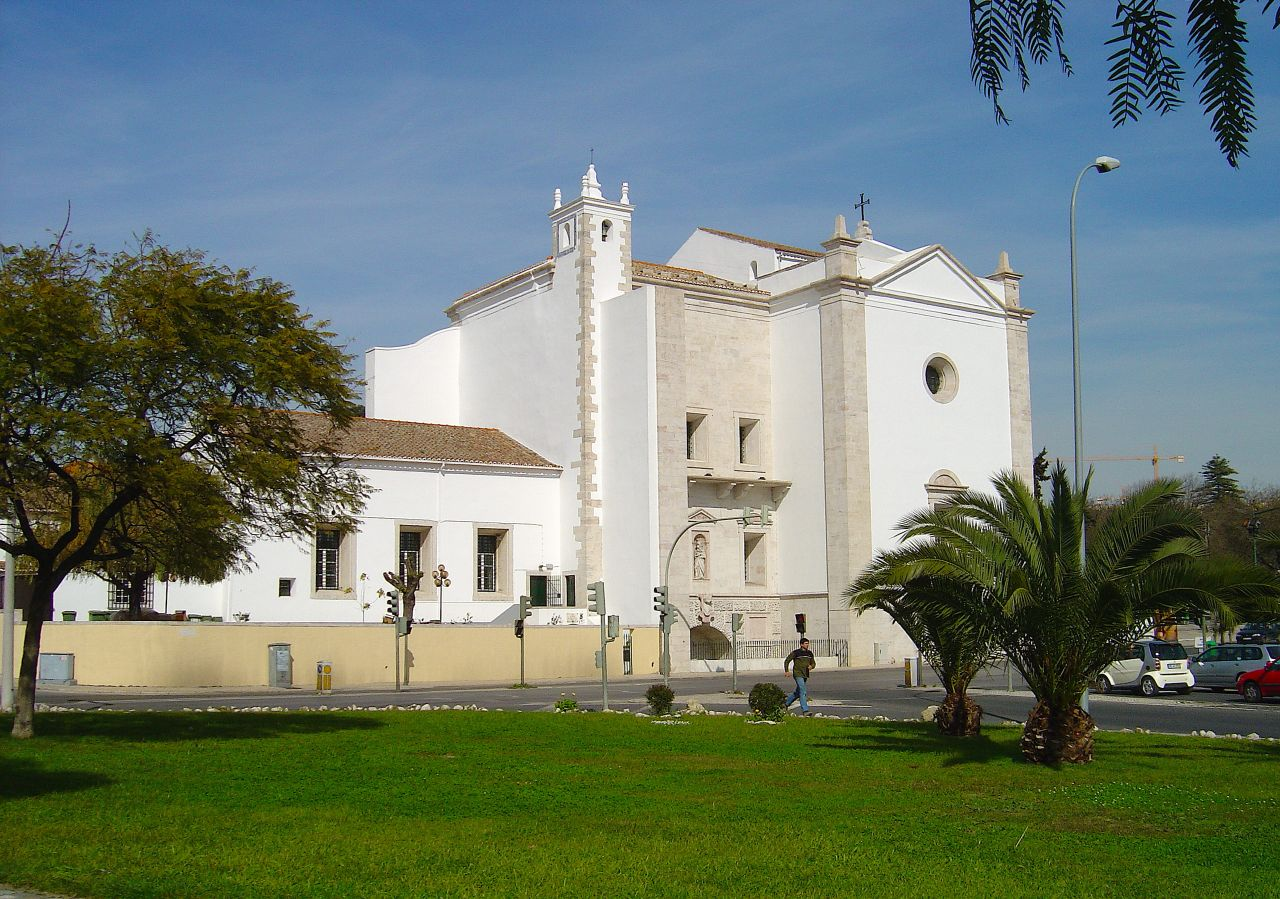
Santuari església de Nossa Senhora da Luz de Carnide

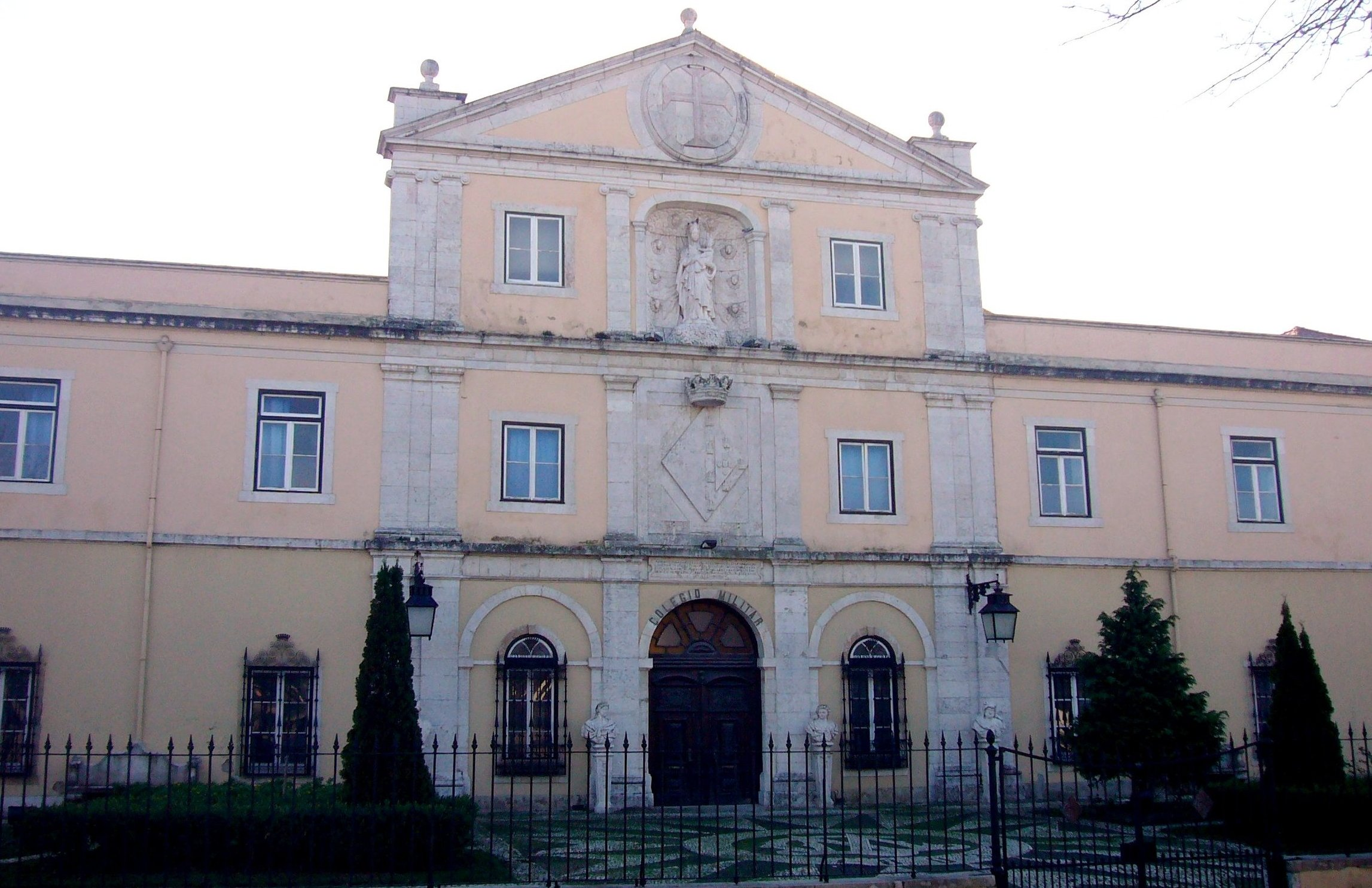
El Col·legi Militar de Carnide

La Luz era, al segle xviii, un important pol d'atracció a la freguesia de Carnide. En l'actual Jardí i plaça da Luz es realitzaven fires i romeries que hi duien molts visitants durant els mesos d'estiu. Les processons i romeries de Nossa Senhora da Luz eren grans esdeveniments en què fins a la noblesa participava.
Al 1852, Carnide fou integrada al recent municipi de Belém. Trenta-tres anys més tard, torna a formar part del municipi de Lisboa. Durant aquest període, es feren obres d'urbanització a la plaça da Luz.
A la fi del s. XIX, la construcció de dues fàbriques de ceràmica a la rodalia, i la instal·lació de fàbriques en freguesies veïnes, dinamitzaren l'economia i fixaren obrers a Carnide. On en aquesta època era la Quinta dos Inglesinhos, una comunitat de frares catòlics irlandesos, s'alça des del 1983 l'Escola Secundària de Vergílio Ferreira.
Al segle xx, els hàbits agrícoles units a l'èxode rural provocaren l'abandonament de moltes quintes. Comença la urbanització intensa de la zona. Carnide sempre fou una freguesia on l'aristocràcia es barrejava amb les capes socials més desfavorides.

## Patrimoni
- Nucli històric del Col·legi Militar o antic o Palau dels Comtes de Mesquitela
- Convent de Santa Teresa de Jesús de Carnide
- Zona antiga de Carnide
- Quinta do Bom Nome o do Sarmento o das Mercês
- Església de Nossa Senhora da Luz (Carnide)
- Església de Sâo Lourenço de Carnide

Ajustes, fets al 2012, als límits de la freguesia de Carnide

La freguesia de Carnide es mantingué durant la reorganització administrativa de la ciutat.
La freguesia inclou 160 carrers.

## Política
| Data | %                        | M                        | %                        | M                        | %                        | M                        | %                        | M                        | %                        | M                        | %                        | M                        | %                        | M                        | %          | M          | %       | M       | %    | M    |
| Data | PS                       | PS                       | IND                      | IND                      | PPD/PSD                  | PPD/PSD                  | CDS-PP                   | CDS-PP                   | GDUPs                    | GDUPs                    | AD                       | AD                       | APU/CDU                  | APU/CDU                  | PS-PCP-PEV | PS-PCP-PEV | PSD-CDS | PSD-CDS | B.E. | B.E. |
| ---- | ------------------------ | ------------------------ | ------------------------ | ------------------------ | ------------------------ | ------------------------ | ------------------------ | ------------------------ | ------------------------ | ------------------------ | ------------------------ | ------------------------ | ------------------------ | ------------------------ | ---------- | ---------- | ------- | ------- | ---- | ---- |
| 1976 | 39,1                     | 6                        | 16,6                     | 2                        | 12,3                     | 1                        | 12,0                     | 1                        | 10,4                     | 1                        |                          |                          |                          |                          |            |            |         |         |      |      |
| 1979 | Resultats no disponibles | Resultats no disponibles | Resultats no disponibles | Resultats no disponibles | Resultats no disponibles | Resultats no disponibles | Resultats no disponibles | Resultats no disponibles | Resultats no disponibles | Resultats no disponibles | Resultats no disponibles | Resultats no disponibles | Resultats no disponibles | Resultats no disponibles |            |            |         |         |      |      |
| 1982 | 31,1                     | 6                        |                          |                          |                          |                          |                          |                          |                          |                          | 29,6                     | 6                        | 34,2                     | 7                        |            |            |         |         |      |      |
| 1985 | 18,7                     | 2                        |                          |                          | 33,9                     | 5                        |                          |                          |                          |                          |                          |                          | 42,2                     | 6                        |            |            |         |         |      |      |
| 1989 |                          |                          |                          |                          |                          |                          |                          |                          |                          |                          |                          |                          | 62,5                     | 9                        | 30,9       | 4          |         |         |      |      |
| 1993 |                          |                          |                          |                          | 25,5                     | 3                        | 6,9                      | 1                        |                          |                          |                          |                          | 61,4                     | 9                        |            |            |         |         |      |      |
| 1997 |                          |                          |                          |                          |                          |                          |                          |                          |                          |                          |                          |                          | 59,3                     | 8                        | 34,3       | 5          |         |         |      |      |
| 2001 |                          |                          |                          |                          | 36,3                     | 5                        | 8,9                      | 1                        |                          |                          |                          |                          | 46,1                     | 7                        |            |            | 4,7     | -       |      |      |
| 2005 | 24,2                     | 3                        |                          |                          | 25,5                     | 4                        | 4,3                      | -                        |                          |                          | 35,4                     | 5                        |                          |                          |            |            | 6,2     | 1       |      |      |
| 2009 | 25,6                     | 3                        |                          |                          |                          |                          |                          |                          |                          |                          | 40,8                     | 6                        |                          |                          | 25,8       | 4          | 4,9     | -       |      |      |
| 2013 | 23,8                     | 4                        |                          |                          |                          |                          |                          |                          |                          |                          | 46,1                     | 7                        |                          |                          | 16,6       | 2          | 3,6     | -       |      |      |
| 2017 | 22,6                     | 3                        |                          |                          | 13,4                     | 2                        | 9,1                      | 1                        |                          |                          | 44,8                     | 7                        |                          |                          |            |            | 5,3     | -       |      |      |